# 肯尼迪·薩默斯
肯尼迪·薩默斯（英語：Kennedy Summers，1987年3月3日—），美国女模特兒和演員。她最著名的是作為2013年10月《花花公子》的玩伴女郎，以及2014年的年度玩伴女郎。

## 早年
薩默斯出生於柏林，在她8歲的時候，便和父母一起搬到了美國伊利諾州芝加哥，並也在那就學。她在青少女時期曾在芝加哥醫院當過實習護士，後來獲得了醫療管理碩士學位。

## 職業生涯
薩默斯於2010年1月在維多利亞的秘密中當一名小模特兒而開始了她的職業生涯。之後，她成為了2013年10月《花花公子》的玩伴女郎，以及2014年的年度玩伴女郎，其照片由Josh Ryan所拍攝。

## 外部連結
- 肯尼迪·薩默斯在互联网电影资料库（IMDb）上的資料（英文）
- 肯尼迪·薩默斯的X（前Twitter）
- 肯尼迪·薩默斯的Instagram帳戶
- 肯尼迪·薩默斯的Facebook專頁